# Sesto al Reghena
Sesto al Réghena (Siest en frioulan) est une commune italienne de la province de Pordenone, dans la région autonome du Frioul-Vénétie Julienne.
Elle est connue par son ancienne abbaye bénédictine de S.Maria in Sylvis fondée au VIIIe siècle.

## Administration
| Période                                  | Période | Identité | Étiquette | Qualité |
| ---------------------------------------- | ------- | -------- | --------- | ------- |
|                                          |         |          |           |         |
| Les données manquantes sont à compléter. |         |          |           |         |

### Hameaux
Bagnarola, Ramuscello, Marignana, Casette, Vissignano.

### Communes limitrophes
Chions, Cinto Caomaggiore, Cordovado, Gruaro, Morsano al Tagliamento, San Vito al Tagliamento.